# Ras Triya Gaan

L'hymne Rāsṭriya Gān ou Srimān Gambhir était un hommage au souverain du Népal, adopté en 1962. La musique de Bakhat Bahadur Budhapirthi a été composée en 1899, les paroles de Sri Chakra Pani Chalise datent de 1924. Il fut l'hymne du Népal jusqu'au 3 août 2007, date à laquelle toute référence au régime monarchique du pays fut supprimé,. Il a été remplacé depuis par Sayauñ Thungā Phulkā (Les cent fleurs).

## Paroles
Le deuxième couplet de la chanson est resté largement inconnu de la plupart des gens jusqu'au 10 janvier 2019, date à laquelle une chaîne YouTube nommée Avyukkta a publié une version réenregistrée et restituée de l'hymne avec son deuxième couplet. Les quatre premières mesures de la chanson comportent une introduction orchestrale royale qui est rapidement suivie d'un chant choral. Il a été abandonné dans la version qui est devenue l'hymne national.

### Paroles en népalais
| Devanagari | Écriture latine | Transcription API |
| --- | --- | --- |
| श्रीमान् गम्भीर नेपाली प्रचण्ड प्रतापी भूपति श्री ५ सरकार महाराजाधिराजको सदा रहोस् उन्नति राखुन् चिरायु ईशले प्रजा फैलियोस, पुकारौँ जय प्रेमले हामी नेपाली साराले वैरी सरु हराउन्, शान्त होउन् सबै बिघ्न व्यथा, गाउन् सारा दुनियाँले सहर्ष नाथको सुकीर्ति-कथा; राखौँ कमान,भारी-वीरताले,नेपालीमाथि सधैँ नाथको, श्री होस् ठुलो हामी गोर्खालीको | Srimān gambhir Nepāli Pracanḍa pratāpi bhupati Sri Pāñch sarkār Mahārājādhirājako Sadā rahos unnati Rākhun cirāyu isale Prajā phailios, Pukārauñ jaya premale Hāmi Nepāli sārāle. Vairi saru harāun, sānta houn sabai bighna vyathā Gāun sārā duniyāñle saharsa nāthako sukirti kathā Rākhauñ kamān bhāri viratāle Nepālimāthi sadhaiñ nāthako Sri hos ṭhulo hāmi gorkhāliko. | [sri.man ɡʌm.bʱi.ɾʌ ne.pa.li] [prʌ.t͡sʌɳ.ɖʌ prʌ.ta.pi bʱu.pʌ.ti] [sri pãt͡sʰ sʌr.kar mʌ.ɦa.ɾa.d͡za.dʱi.ɾa.d͡zʌ.ko] [sʌ.da rʌ.ɦos un.nʌ.ti] [ra.kʰun t͡si.ɾa.ju i.sʌ.le] [prʌ.d͡za pʰʌi̯.li.os] [pu.ka.ɾʌ̃ũ̯ d͡zʌ.e pre.mʌ.le] [ɦa.mi ne.pa.li sa.ɾa.le] [bʌi̯.ɾi sʌ.ɾu ɦʌ.ɾau̯n san.tʌ ɦou̯n sʌ.bʌi̯ biɡ.nʌ be.tʰa] [ɡau̯n sa.ɾa du.ni.jã.le sʌːr.sʌ na.tʰʌ.ko su.kiɾ.ti kʌ.tʰa] [ra.kʰʌ̃ũ̯ kʌ.man bʱa.ɾi bi.ɾʌ.ta.le ne.pa.li.ma.tʰi sʌ.dʌ̃ĩ̯ na.tʰʌ.ko] [sri ɦos ʈʰu.lo ɦa.mi ɡor.kʰa.li.ko] |

### Traduction française
Que la gloire te couronne,

Ô courageux souverain,

Ô vaillant Népalais,

Grand roi des rois,

Notre souverain glorieux,

Que son règne soit long,

Que ses sujets se multiplient,

Que chaque Népalais chante avec joie.

Que tous les ennemis disparaissent et que les désastres diminuent.

Que le monde entier chante avec joie le triomphe du Seigneur.

Que l'arc audacieux du Seigneur protège à jamais les Népalais.

Victoire à toi, ô souverain suprême de Gorkhali.